# Carl W. Riddick

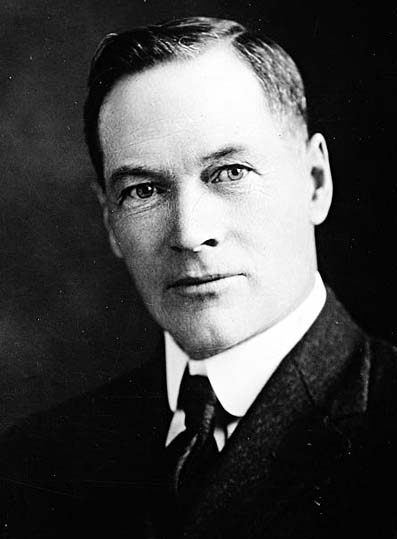
Carl W. Riddick

Carl Wood Riddick (* 25. Februar 1872 in Wells, Faribault County, Minnesota; † 9. Juli 1960 in Fort Lauderdale, Florida) war ein US-amerikanischer Politiker. Zwischen 1919 und 1923 vertrat er den Bundesstaat Montana im US-Repräsentantenhaus.

## Frühe Jahre und politischer Aufstieg
Carl Riddick besuchte die öffentlichen Schulen seiner Heimat und dann bis 1890 die Menominee High School. Danach studierte er noch am Albion College in Michigan und an der Lawrence University in Appleton, Wisconsin. Nach seiner Studienzeit wurde er von 1899 bis 1910 Verleger und Herausgeber der Zeitung „Winamac Republican“. 
Riddick wurde Mitglied der Republikaner. Von 1906 bis 1908 war er in Indiana im Vorstand dieser Partei. Im Jahr 1910 zog Riddick in das Fergus County in Montana. Dort war er zwischen 1910 und 1918 mit dem Anbau von Weizen und der Viehzucht beschäftigt. Von 1915 bis 1918 war er auch in der Verwaltung dieses Bezirks als "County assessor" angestellt.

## Kongressabgeordneter und weiterer Lebenslauf
Bei den Kongresswahlen des Jahres 1918 wurde er als Nachfolger von Jeannette Rankin in das US-Repräsentantenhaus gewählt. Dort absolvierte er zwischen dem 4. März 1919 und dem 3. März 1923 zwei Legislaturperioden. Im Jahr 1922 verzichtete er auf eine erneute Kandidatur. Im gleichen Jahr kandidierte er aber erfolglos um den Einzug in den US-Senat. Nach seiner politischen Tätigkeit war er zunächst noch in Washington und später in Maryland geschäftlich tätig. Schließlich zog er nach Florida, wo er im Jahr 1960 verstorben ist.